# Kurixalus viridescens
Espèce
Kurixalus viridescens est une espèce d'amphibiens de la famille des Rhacophoridae.

## Répartition
Cette espèce est endémique du Viêt Nam. Elle se rencontre au-dessus de 1 500 m d'altitude :
- dans la province de Khánh Hòa dans la réserve naturelle de Hon Ba ;
- dans la province de Lâm Đồng dans le parc national Bidoup Nui Ba.

## Publication originale
- Nguyen, Matsui & Duc, 2014 : A new tree frog of the genus Kurixalus (Anura: Rhacophoridae) from Vietnam. Current Herpetology, Kyoto, vol. 33, p. 101–111.